# Liga Internacional de Mulheres pela Paz e Liberdade
A Liga Internacional de Mulheres pela Paz e Liberdade foi estabelecida nos Estados Unidos em janeiro de 1915. É uma organização sem fins lucrativos assim como uma organização não-governamental, trabalhando para "unir as mulheres de diferentes visões politicas, filosóficas e religiosas, de locais e origens variadas, determinadas a estudar e a trabalhar para a divulgação dos motivos para a existência da guerra e do esforço permanente pela paz" e para unir globalmente todas as mulheres que se opunham à opressão e à exploração. Esta Liga está representada em 37 países.
A sua sede encontra-se em Genebra, na Suíça e tem um gabinete nas Nações Unidas em Nova York.

## História da organização
Uma das presidentes desta organização, Jane Addams, foi galardoada com o Prémio Nobel da Paz em 1931.
Emily Greene Balch, líder da Liga em 1946, também foi galardoada com o Prémio Nobel da Paz.

### Congresso Internacional das Mulheres pela Paz e pela Liberdade

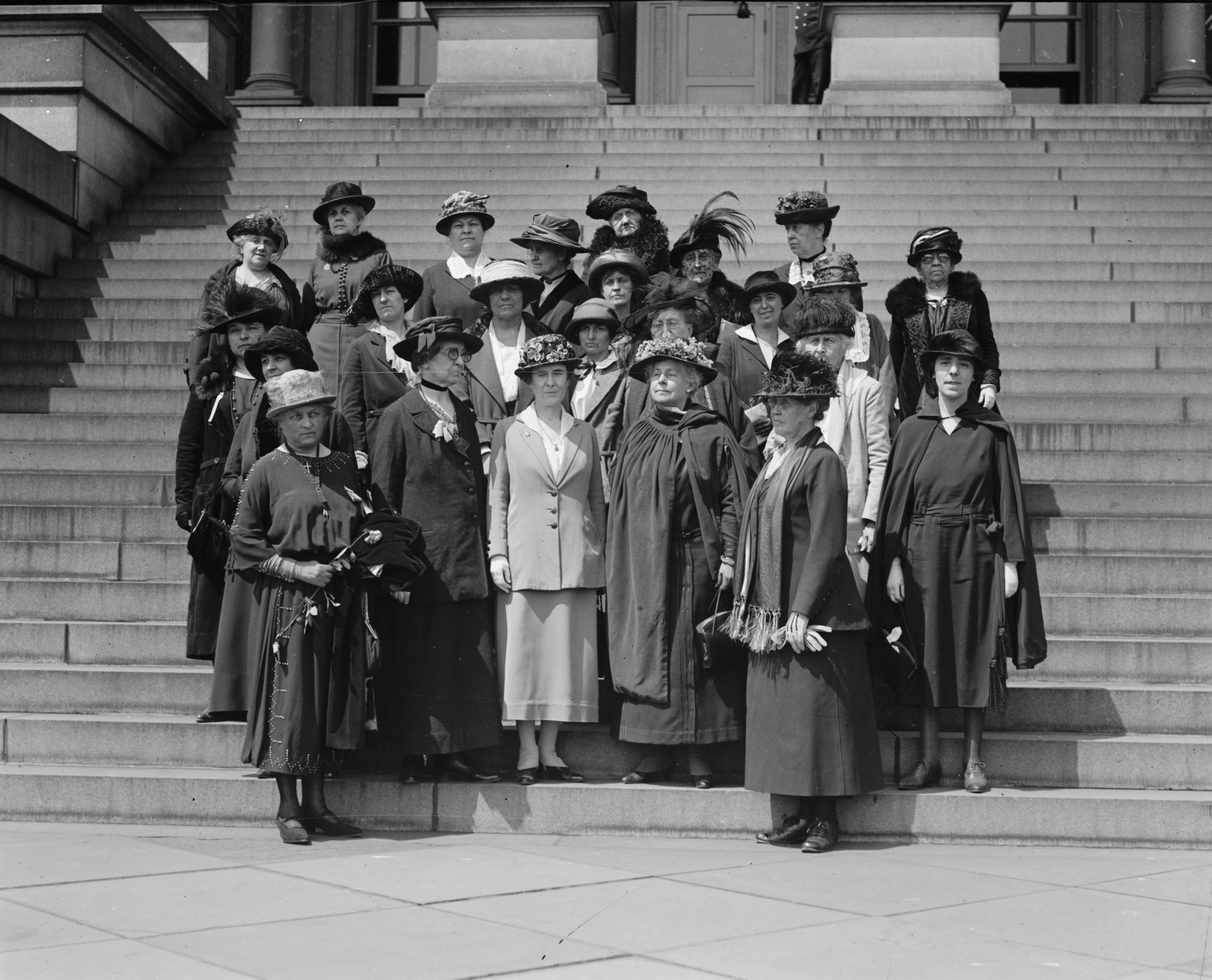
Foto tirada a membros da Liga Internacional de Mulheres pela Paz e Liberdade em em Washington D.C., 1922.

O congresso foi organizado pela feminista alemã Anita Augspurg (1857-1943), primeira jurista alemã, e por Lida Gustava Heymann (1868-1943) a convite da pacifista e feminista holandesa Aletta Jacobs para protestar contra a Primeira Guerra Mundial que flagelava a Europa e para sugerir vias para prevenir guerras futuras. O congresso contou com 1136 participantes de nações neutras, da Tríplice Entente e da tríplice aliança.
Jane Addams encontrou-se com o presidente americano Woodrow Wilson e ambos trabalharam para a resolução da paz. Contudo, durante o segundo congresso internacional, em Zurique em 1919, a LIMPL denunciou os termos finais do Tratado de Versalhes do final da Primeira Guerra Mundial como sendo um esquema de vingança dos países vencedores que iria resultar em mais uma guerra mundial.

### Integrantes Brasileiras
Uma de suas participantes brasileiras foi Sofia Jobim Magno de Carvalho que participou em 1946 do décimo congresso em Luxemburgo.